# Gustav Rutz

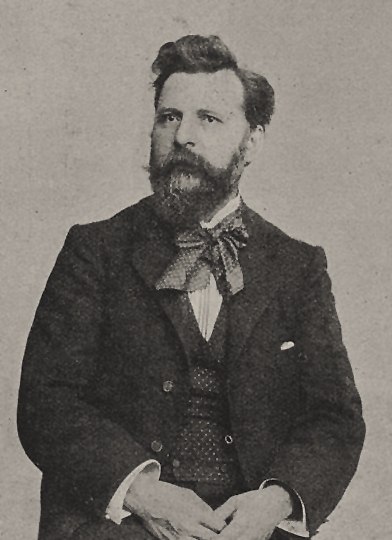
Gustav Rutz, 1904

Karl Gustav Rutz (* 14. Dezember 1857 in Köln; † 9. August 1949 ebenda) war ein deutscher Bildhauer.

## Leben und Werk
Gustav Rutz war zuerst Malschüler von Julius Geertz in Düsseldorf. Mit seinen Studienkollegen des Atelier Geertz, Franz Thöne und August Flinker, unternahm Gustav Rutz Studienreisen innerhalb Deutschlands. In München ließ er sich dann in der Bildhauerei bei Anton Hess ausbilden. Ab 1879 ließ sich Rutz in Düsseldorf nieder. Sein Atelier befand sich 1888 direkt gegenüber der Südseite der Kunstakademie im Haus Hafenwall 7 (heute Eiskellerstraße). Bekannt wurde er durch Friedhofs- und Denkmalplastiken sowie zahlreiche Brunnen in deutschen Städten. Seine Skulpturen, teils im neobarocken Stil, ernteten seinerzeit landesweit Ruhm. Er war um 1899 Mitglied der I. Kunstgenossenschaft in Düsseldorf.
Beim Besuch des Kaiserpaares Wilhelm II. und Viktoria Ende Oktober 1900 in (Wuppertal-) Vohwinkel wurde dort der „Siegesbrunnen mit Germania“ feierlich enthüllt. Wilhelm II. lobte Rutz als dessen Schöpfer, und am 27. Januar 1901, an des Kaisers Geburtstag, wurde der Siegesbrunnen ins Eigentum der Stadt Vohwinkel übernommen.
1902 erhielt Rutz im Wettbewerb für ein Kaiser-Friedrich-Standbild in Mönchengladbach den 1. Preis, und es wurde ihm die Ausführung übertragen. Das Standbild sollte seinen Platz in der Vorhalle der neuen Stadthalle, der 1903 eingeweihten Kaiser-Friedrich-Halle erhalten.
Rutz war Mitglied des Künstlervereins Malkasten. Die Goethe-Herme aus Stein wurde von ihm anlässlich des Düsseldorfer Goethe-Festspiels von 1899 geschaffen und 1903 im Malkastenpark, dem ehemaligen Jacobigarten, aufgestellt.
Der Architekt Richard Hultsch erbaute 1905–1906 für Gustav Rutz eine dreigeschossige Villa auf dem Grundstück Achenbachstraße 24 in Düsseldorf-Düsseltal. Vor 1913 lautete die Anschrift Ahnfeldstraße 24. Rutz hatte sich dort sein Atelier eingerichtet, so auch für die Bildhauer Friedrich Coubillier und Gregor von Bochmann der Jüngere. Er selbst wohnte mit Familie in der Gutenbergstraße 51 in Grafenberg. Anfang der 1920er Jahre verkaufte er das Haus an einen Max Bast und Hubert Netzer bezog u. a. das Haus mit Atelier.
Rutz verstarb im Alter von 91 Jahren im Seniorenwohnsitz der Riehler Heimstätten.

## Werke (Auswahl)
- Grabstätten auf dem Düsseldorfer Nordfriedhof: Familie Hermes[13], Jean Louis Piedbœuf, Familie Schlote, Familie Schütte[14]
- 1892: Grabstätte der Klavierbauerfamilie Peter Adolph Rudolph Ibach auf dem Unterbarmer Friedhof in (Wuppertal-) Barmen[15]
- 1897: Standbild Kaiser Wilhelms I. in Burgsteinfurt, Markt (1942 als Metallspende eingeschmolzen)[16]
- 1895–1896: Düsselnixe-Brunnen im Malkastenpark in Düsseldorf (dem 1848 gegründeten Künstlerverein zum bevorstehenden 50-jährigen Jubiläum geschenkt und 1897 im Park aufgestellt)
- 1899: Hohenzollernbrunnen in Rheydt, Marktplatz[17] (Der Brunnen wurde bereits nach dem Ersten Weltkrieg in aller Stille abgebaut.)[18]
- 1899: Kaiser-Friedrich-Brunnen in Krefeld-Uerdingen, Marktplatz (1938/1939 beim Bau eines Tiefbunkers unter dem Platz abgebrochen)[19]
- 1900: Siegesbrunnen mit Germania-Figur vor dem ehemaligen Kreishaus in (Wuppertal-) Vohwinkel, Gräfrather Straße (zerstört im Zweiten Weltkrieg)[20]
- 1900: Kaiser-Wilhelm-I.-Standbild in Montabaur (1944 abgebaut und eingeschmolzen)
- 1903: Denkmal für Graf Arnold II. (IV.) von Bentheim-Tecklenburg beim Schloss Burgsteinfurt[21]
- 1903/1904: Brunnenfigur Wasserträgerin aus Bronze für die Grotte des Gartenarchitekten Martin Reinhardt (1876–1935) auf der Internationalen Kunst-Ausstellung und Großen Gartenbau-Ausstellung 1904 in Düsseldorf[22]
- 1904: Bronze-Plakette des Psychiaters Carl Pelman (angefertigt anlässlich seines Ausscheidens aus dem Dienst, später an seinem Grabmal auf dem Alten Friedhof Bonn angebracht)
- 1905: Ludwig-Friedrich-Seyffardt-Denkmal in Krefeld, Ostwall[23]
- 1905/1906: Denkmal für Gottfried Kinkel in (Bonn-) Oberkassel
- 1907: allegorische Figur „Die Musik“ vor der Stadthalle in (Wuppertal-) Elberfeld, auf dem Johannisberg (zerstört im Zweiten Weltkrieg)[24]
- 1907: Grabmal für Christine Becker in Wiesbaden, auf dem Nordfriedhof
- 1911: Skulpturen auf Grabstätte der Familie Piekenbrock aus Carrara-Marmor, auf dem Essener Ostfriedhof

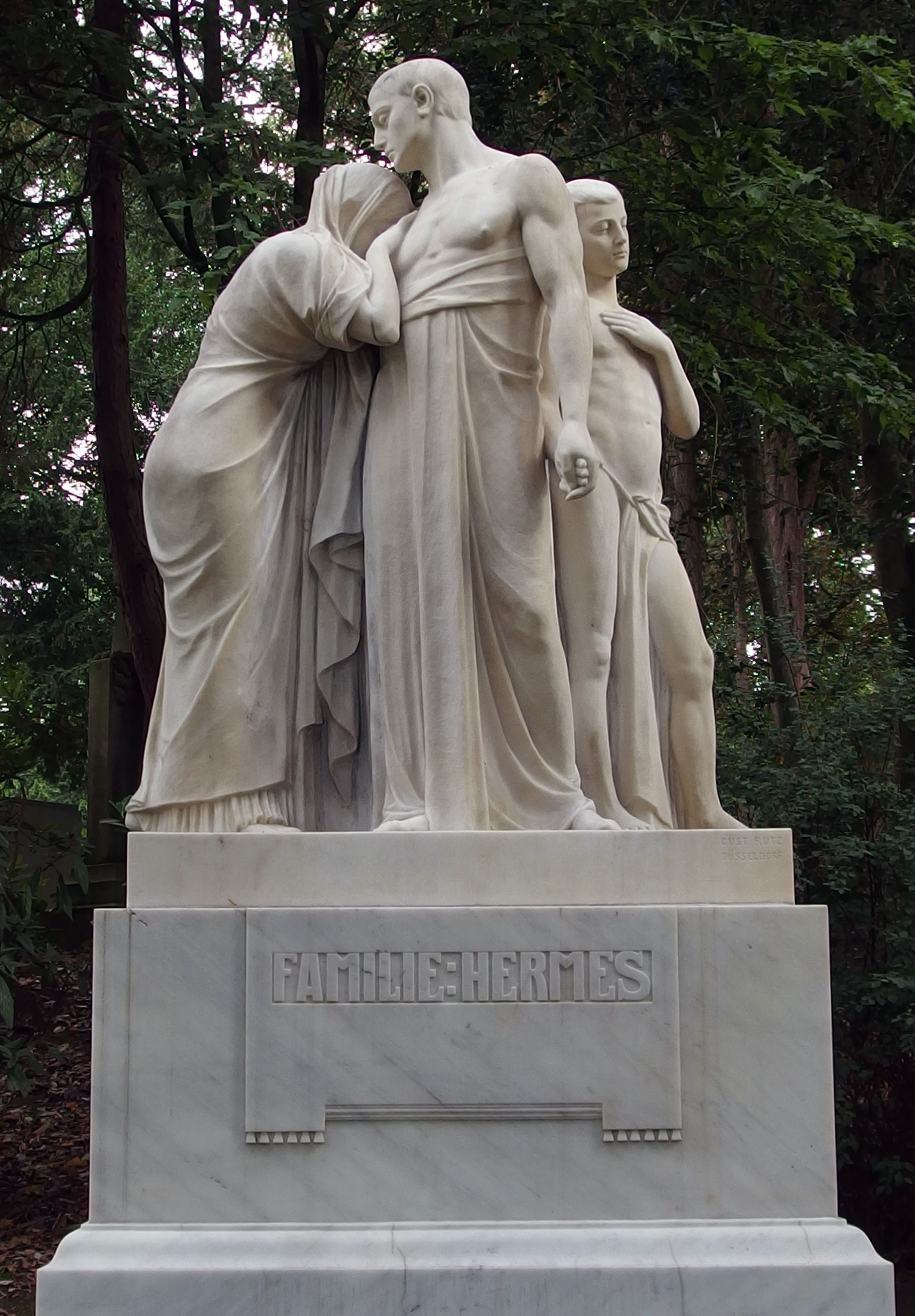
Grabmal der Familie Hermes auf dem Düsseldorfer Nordfriedhof
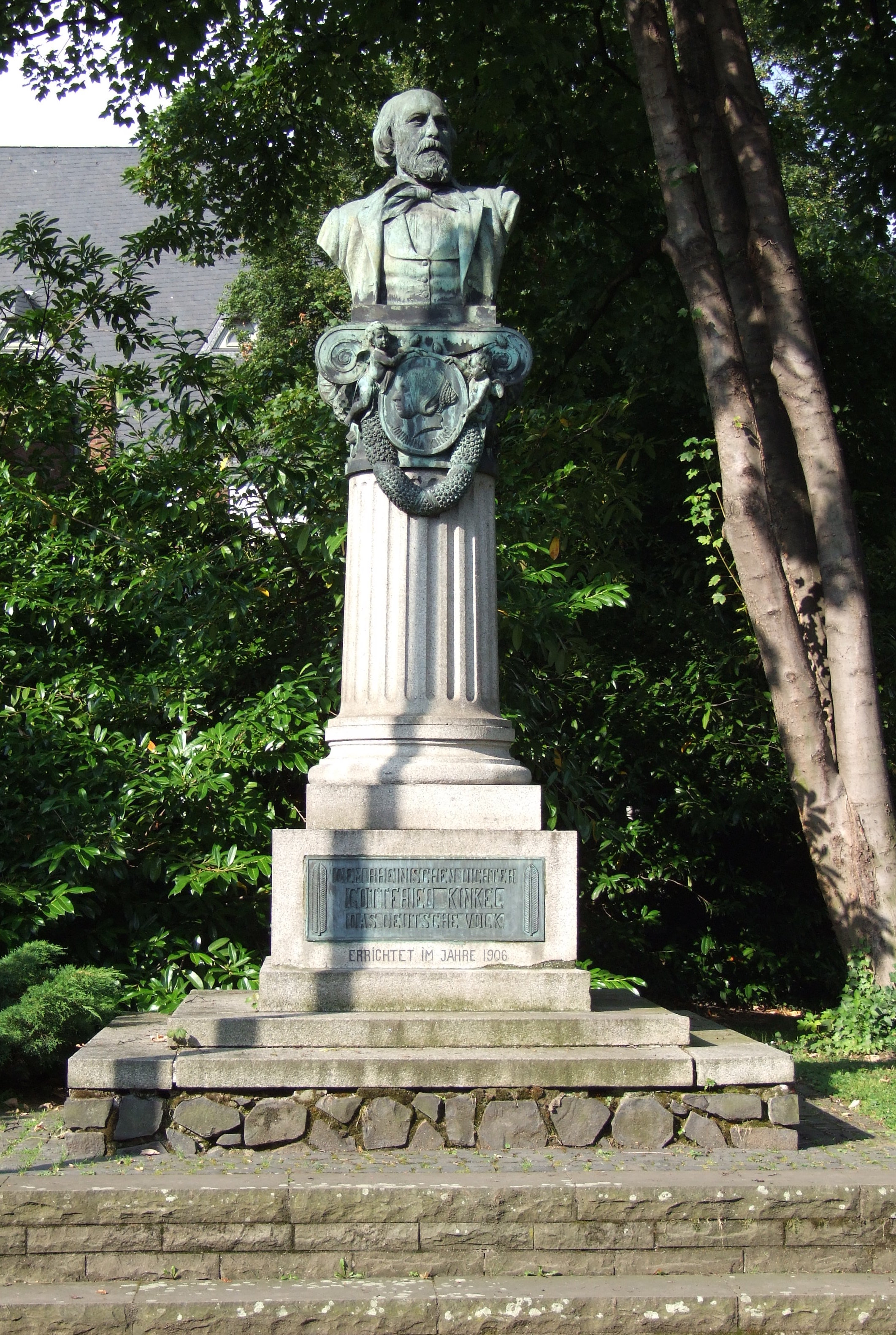
Gottfried-Kinkel-Denkmal in Bonn-Oberkassel
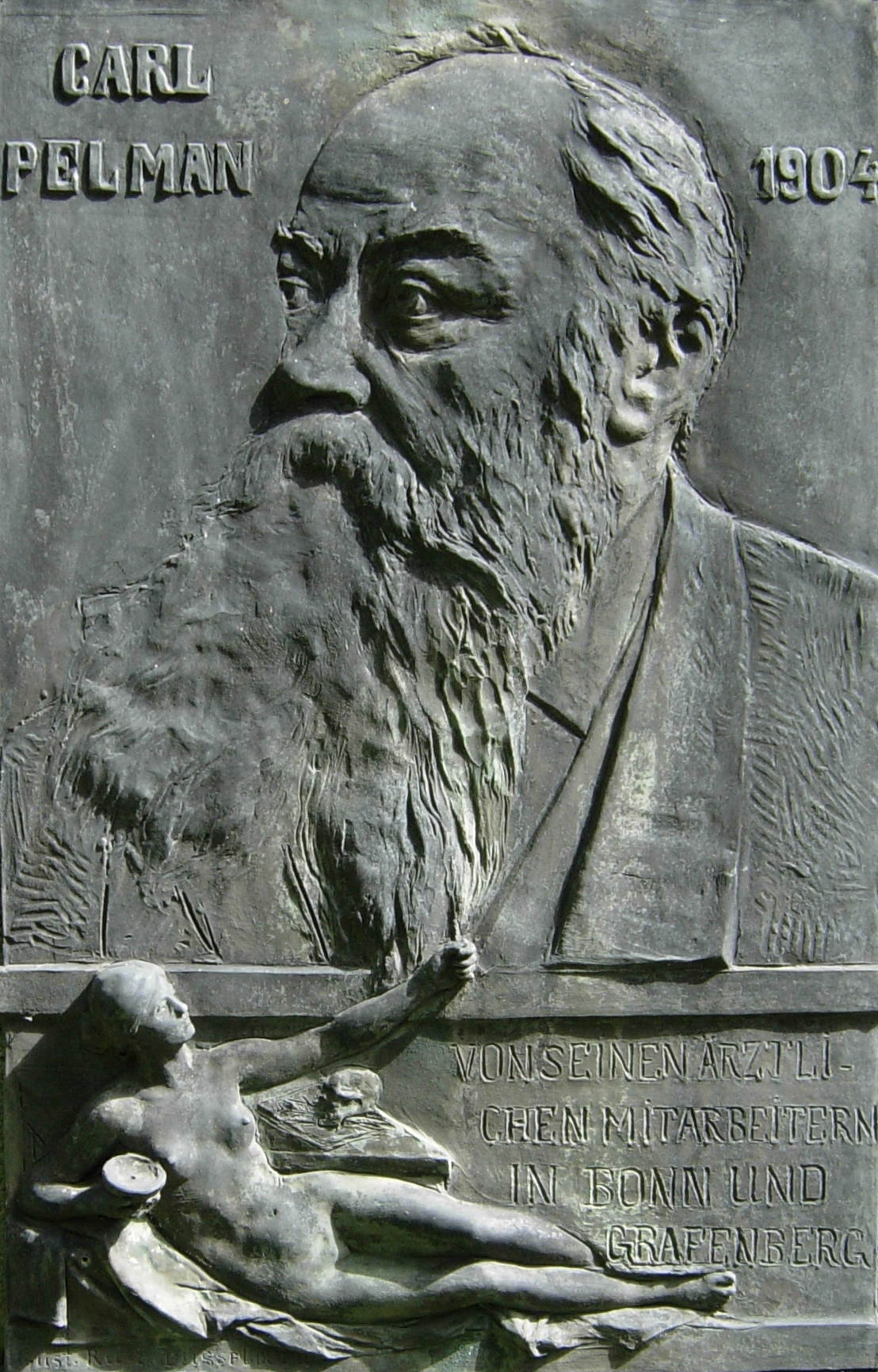
Grabmal für Carl Pelman auf dem Alten Friedhof in Bonn
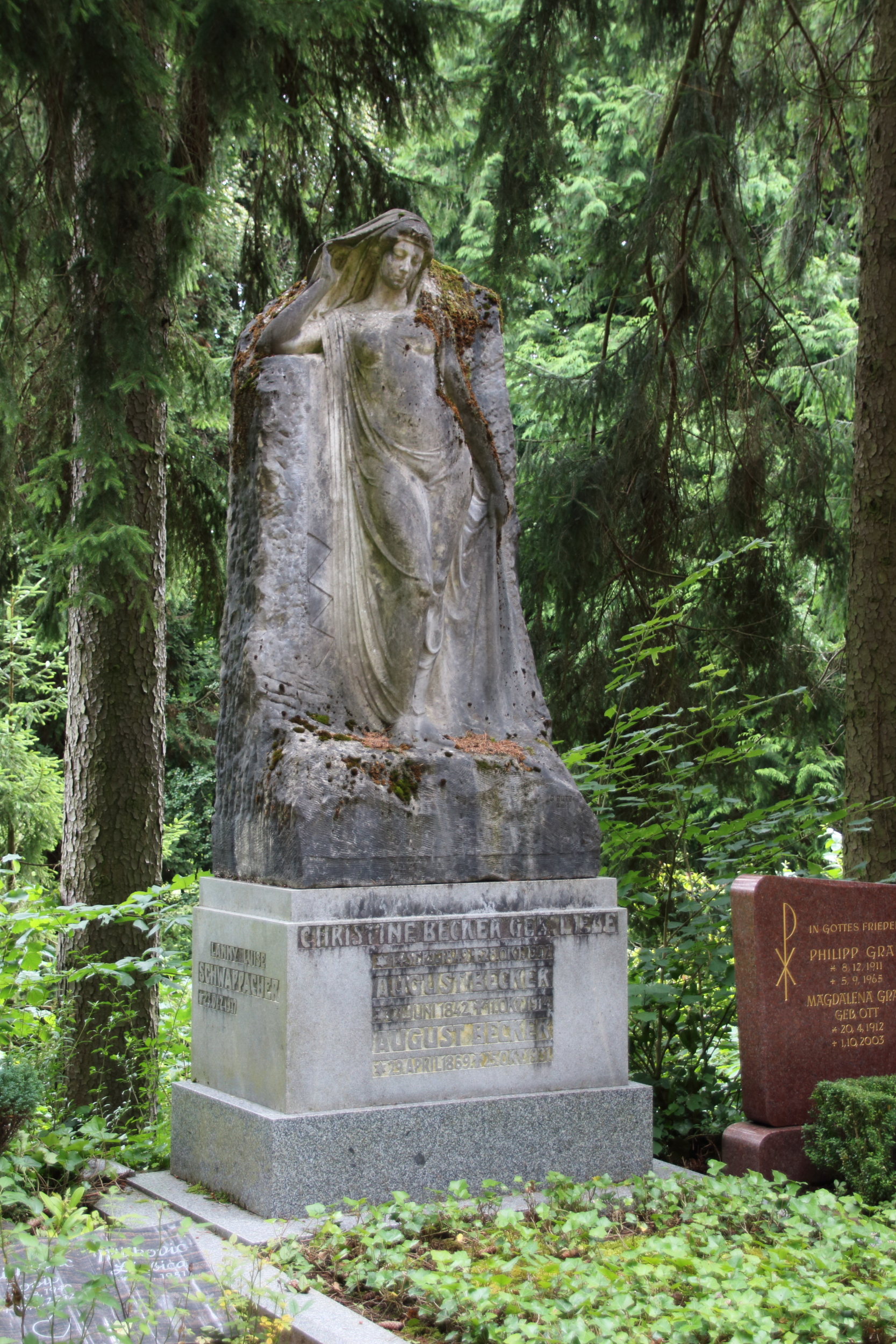
Grabmal für Christine Becker auf dem Nordfriedhof in Wiesbaden
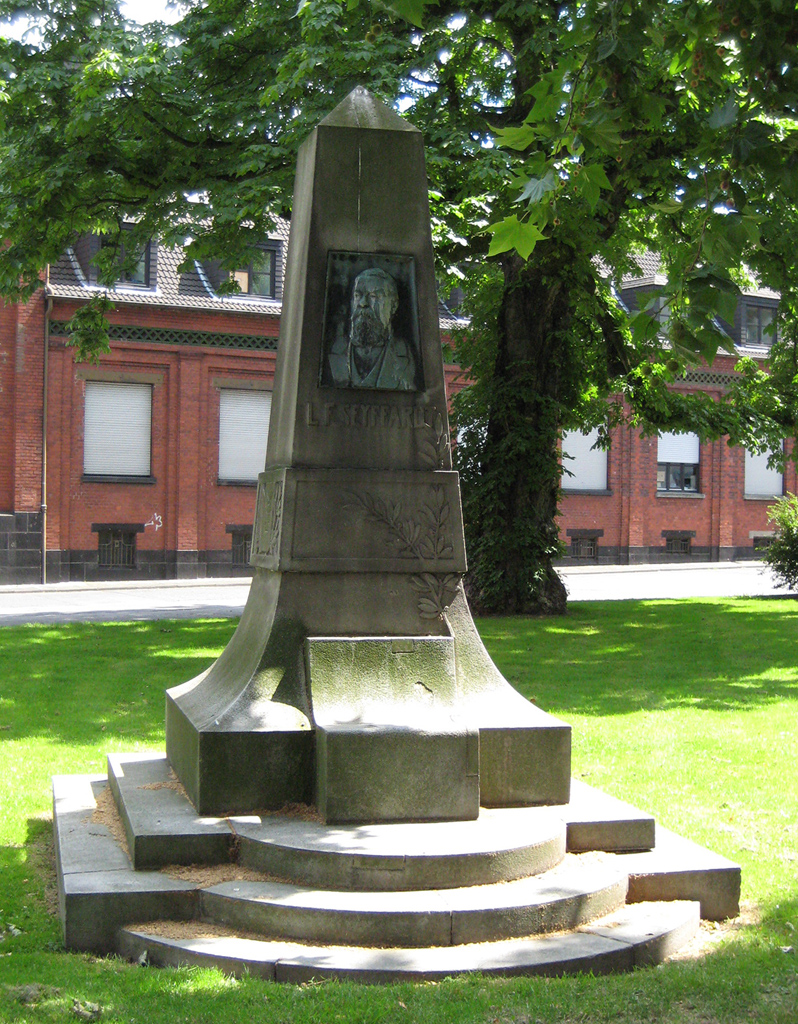
Seyffardt-Denkmal auf dem Ostwall in Krefeld
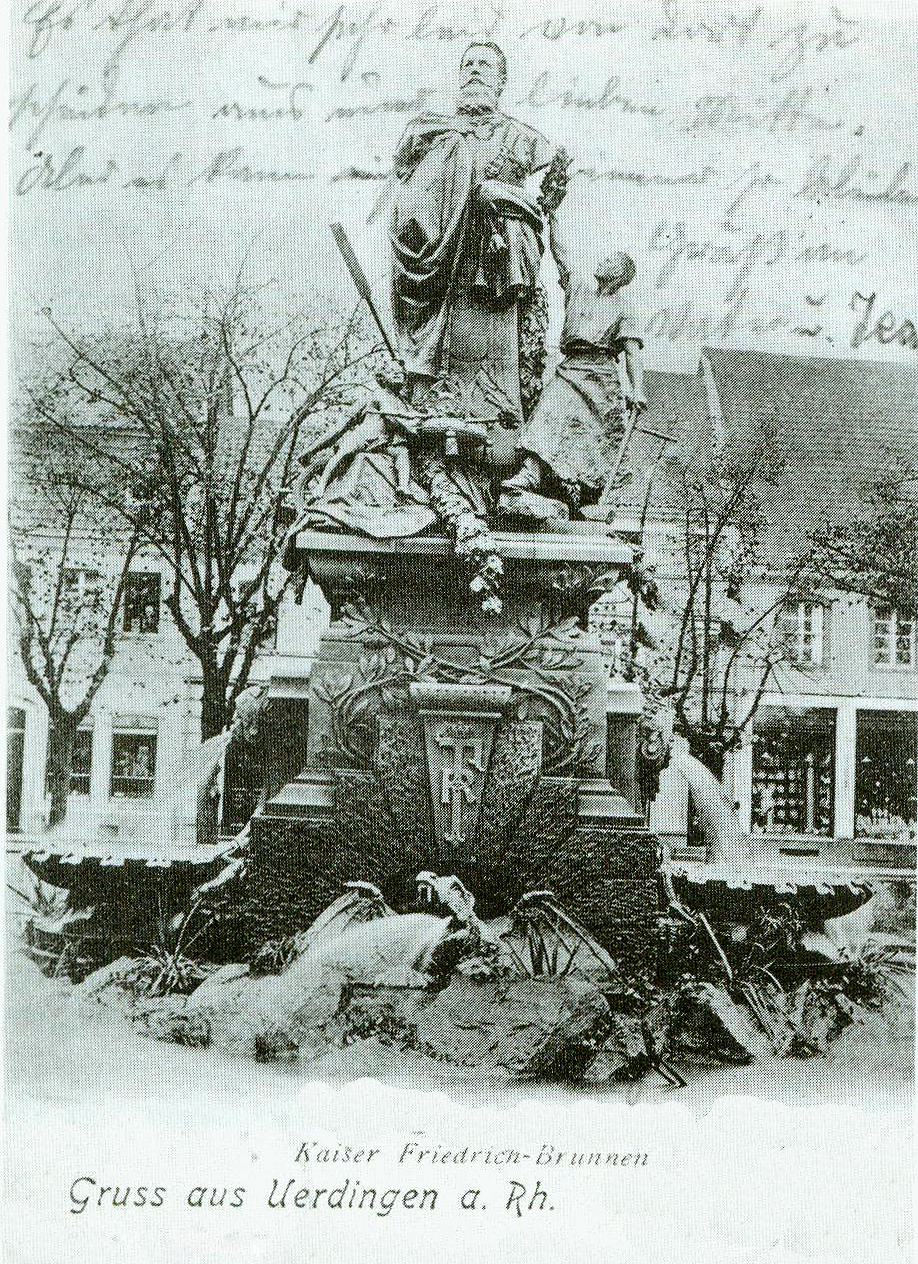
Kaiser-Friedrich-Brunnen in (Krefeld-) Uerdingen
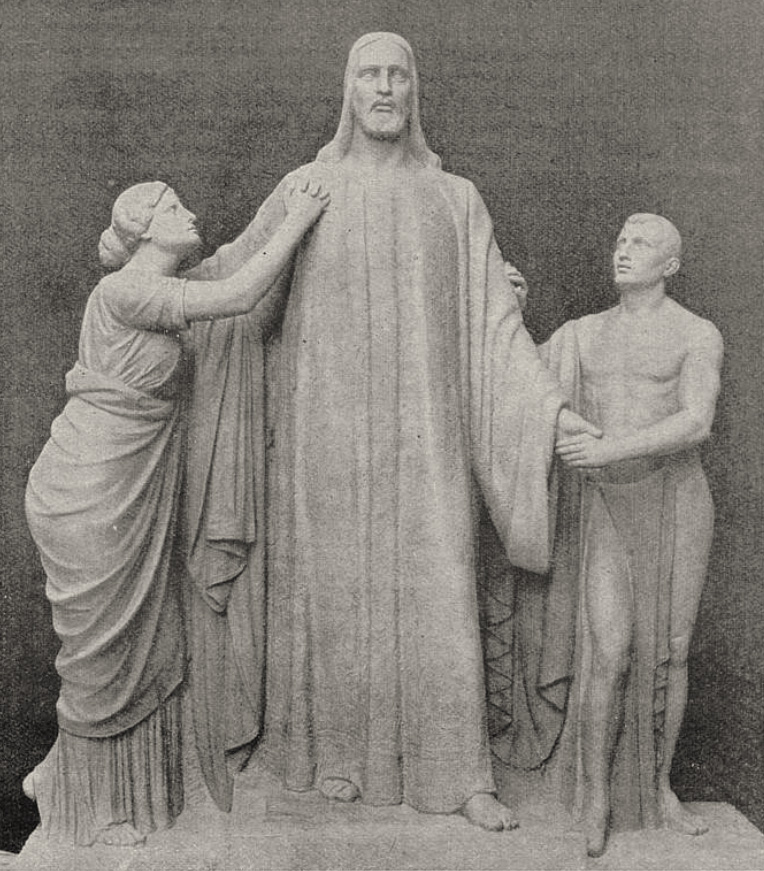
Hauptstück des Grabmonuments der Familie Piekenbrock in Essen